# Nusalala andina
Nusalala andina là một loài côn trùng trong họ Hemerobiidae thuộc bộ Neuroptera. Loài này được Penny & Sturm miêu tả năm 1984.